# Kabinescooter
Kabinescooter er et køretøj, der som navnet antyder er en 3-hjulet scooter indbygget i en kabine. De var populære i 1950'erne og 1960'erne, hvor de blev produceret i Italien, Tyskland og England.
De mest kendte mærker er Fritz Fends Messerschmitt KR175 fra 1953, der er inspireret af hans tid i flyindustrien, BMW's Isetta også fra 1953 samt Heinkel Trojan.

## Forskellen på de forskellige mærker
Messerschmitt var karakteristisk ved, at passageren – en voksen eller 2 børn – sad bag føreren i en tandem-konfiguration. "Glasboblen" var hængslet i højre side og kunne løftes til siden for at give adgang. Styringen foregik efter gocart-princippet med et fly-lignende ikke-rundt rat, der kun kunne drejes omkring 45 grader i hver retning. Motoren var en 200 kubikcentimeter, 1 cylindret totaktsmotor. Muligvis den mest geniale, og helt enestående, tekniske detalje var, at der ikke var noget bakgear, men at motoren i stedet kunne startes baglænsløbende!
Isetta havde plads til 2 personer ved siden af hinanden, og havde en enkelt dør foran på køretøjet. Styringen forgik med et traditionelt bilrat. En genial detalje var, at der var et kardanled på ratstammen, og at rattet fulgte med døren, når denne blev åbnet, hvorved der blev nemmere adgang til kabinen. Der var ikke plads til yderligere passagerer bag i køretøjet, da denne plads blev optaget af motoren. Konstruktionen var med traditionel chassisramme.
Heinkel lignede Isetta temmelig meget, men var noget lettere pga. moderne, selvbærende karosseri. Der var plads til to mindre børn bag de to voksne. Døren sad ligesom hos Isetta foran, men rattet var fast og fulgte ikke med døren ved åbning. Dette skyldtes, at Isetta havde patent på dette princip, og Heinkel ville ikke betale afgift for at benytte det.
Kabinescootere blev ikke regnet for særligt værdifulde og blev ofte bare kasseret, når de var udtjent; og da velstanden steg i 60-erne, og folk fik råd til en rigtig bil, var der ikke ret mange, der interesserede sig for kabinescootere. I dag, hvor der igen er kommet interesse for kabinescootere, handles de tilbageværende kabinescootere derfor til meget høje priser.